# Championnats d'Afrique de boxe amateur
Les championnats d’Afrique de boxe amateur sont organisés par la Confédération africaine de boxe depuis 1962.

## Éditions

### Hommes
| Édition | Année | Ville hôte                   | Champion                  |
| ------- | ----- | ---------------------------- | ------------------------- |
| 1       | 1962  | Le Caire, Égypte             | Ghana Égypte              |
| 2       | 1964  | Accra, Ghana                 | Ghana Émirats arabes unis |
| 3       | 1966  | Lagos, Nigeria               | Ghana                     |
| 4       | 1968  | Lusaka, Zambie               | Émirats arabes unis       |
| 5       | 1972  | Nairobi, Kenya               | Ouganda                   |
| 6       | 1974  | Kampala, Ouganda             | Ouganda                   |
| 7       | 1979  | Benghazi, Libye              | Kenya                     |
| 8       | 1983  | Kampala, Ouganda             | Zambie                    |
| 9       | 1994  | Johannesburg, Afrique du Sud | Afrique du Sud            |
| 10      | 1998  | Alger, Algérie               | Algérie                   |
| 11      | 2001  | Port-Louis, Maurice          | Algérie                   |
| 12      | 2003  | Yaoundé, Cameroun            | Algérie                   |
| 13      | 2005  | Casablanca, Maroc            | Tunisie                   |
| 14      | 2007  | Antananarivo, Madagascar     | Algérie                   |
| 15      | 2009  | Vacoas, Maurice              | Maroc                     |
| 16      | 2011  | Yaoundé, Cameroun            | Algérie                   |
| 17      | 2015  | Casablanca, Maroc            | Maroc                     |

### Femmes
| Édition | Année | Ville hôte        | Champion |
| ------- | ----- | ----------------- | -------- |
| 1       | 2001  | Le Caire, Égypte  | Égypte   |
| 2       | 2010  | Yaoundé, Cameroun | Cameroun |
| 3       | 2014  | Yaoundé, Cameroun | Maroc    |

### Combinés
| Édition | Année | Ville hôte                       | Champion |
| ------- | ----- | -------------------------------- | -------- |
| 18      | 2017  | Brazzaville, République du Congo | Cameroun |
| 19      | 2022  | Maputo, Mozambique               | Algérie  |
| 20      | 2023  | Yaoundé, Cameroun                | Maroc    |
| 21      | 2024  | Kinshasa, RD Congo               | Maroc    |

## Tableau des médailles

### Hommes
Après l'édition 2023. Les médailles de bronze des éditions 1983 et 1994 sont manquantes.
| Rang  | Nation                           | Or  | Argent | Bronze | Total |
| ----- | -------------------------------- | --- | ------ | ------ | ----- |
| 1     | Algérie                          | 37  | 23     | 22     | 82    |
| 2     | Égypte                           | 20  | 17     | 13     | 50    |
| 3     | Kenya                            | 20  | 14     | 8      | 42    |
| 4     | Maroc                            | 23  | 20     | 22     | 65    |
| 5     | Ouganda                          | 18  | 16     | 15     | 49    |
| 6     | Cameroun                         | 17  | 15     | 12     | 44    |
| 7     | Ghana                            | 16  | 17     | 15     | 48    |
| 8     | Maurice                          | 13  | 10     | 8      | 31    |
| 9     | Tunisie                          | 10  | 3      | 17     | 30    |
| 10    | Zambie                           | 8   | 4      | 6      | 18    |
| 11    | Nigeria                          | 7   | 16     | 10     | 33    |
| 12    | Afrique du Sud                   | 7   | 10     | 21     | 38    |
| 13    | République démocratique du Congo | 7   | 4      | 7      | 18    |
| 14    | Mozambique                       | 3   | 2      | 4      | 9     |
| 15    | Namibie                          | 3   | 1      | 2      | 6     |
| 16    | Gabon                            | 2   | 6      | 7      | 15    |
| 17    | Madagascar                       | 2   | 2      | 4      | 8     |
| 18    | Libye                            | 2   | 2      | 0      | 4     |
| 19    | Niger                            | 2   | 1      | 0      | 3     |
| 20    | Botswana                         | 1   | 9      | 19     | 29    |
| 21    | Sénégal                          | 1   | 5      | 10     | 16    |
| 22    | Soudan                           | 1   | 4      | 3      | 8     |
| 23    | République du Congo              | 1   | 1      | 4      | 6     |
| 24    | Bénin                            | 1   | 0      | 6      | 7     |
| 25    | Tanzanie                         | 0   | 5      | 1      | 6     |
| 26    | Guinée                           | 0   | 3      | 4      | 7     |
| 27    | Burkina Faso                     | 0   | 3      | 4      | 7     |
| 27    | Seychelles                       | 0   | 2      | 2      | 4     |
| 29    | Malaisie                         | 0   | 1      | 5      | 6     |
| 30    | Togo                             | 0   | 1      | 4      | 5     |
| 31    | Côte d'Ivoire                    | 0   | 1      | 2      | 3     |
| 32    | Zimbabwe                         | 0   | 1      | 0      | 1     |
| 33    | Angola                           | 0   | 1      | 0      | 1     |
| 33    | Cap-Vert                         | 0   | 0      | 2      | 2     |
| 33    | Rwanda                           | 0   | 0      | 2      | 2     |
| 36    | Lesotho                          | 0   | 0      | 1      | 1     |
| Total | Total                            | 222 | 219    | 264    | 705   |

### Femmes
Après l'édition 2023. Les médailles de bronze des éditions 2001 et 2010 sont manquantes ainsi que quelques médailles d'argent.
| Rang  | Nation                           | Or | Argent | Bronze | Total |
| ----- | -------------------------------- | -- | ------ | ------ | ----- |
| 1     | Algérie                          | 10 | 10     | 4      | 24    |
| 2     | Maroc                            | 9  | 10     | 5      | 24    |
| 3     | Égypte                           | 8  | 8      | 0      | 16    |
| 4     | Cameroun                         | 8  | 4      | 10     | 22    |
| 5     | République démocratique du Congo | 4  | 5      | 9      | 18    |
| 6     | Mozambique                       | 4  | 0      | 3      | 7     |
| 7     | Tunisie                          | 2  | 3      | 3      | 8     |
| 8     | Nigeria                          | 2  | 1      | 2      | 5     |
| 8     | Ouganda                          | 2  | 1      | 2      | 5     |
| 10    | Zambie                           | 2  | 0      | 2      | 4     |
| 11    | Botswana                         | 1  | 1      | 4      | 6     |
| 12    | Cap-Vert                         | 1  | 1      | 0      | 2     |
| 13    | Sierra Leone                     | 1  | 0      | 0      | 1     |
| 14    | Kenya                            | 0  | 1      | 5      | 6     |
| 15    | Niger                            | 0  | 1      | 1      | 2     |
| 16    | Burkina Faso                     | 0  | 1      | 0      | 1     |
| 16    | République centrafricaine        | 0  | 1      | 0      | 1     |
| 16    | Tanzanie                         | 0  | 1      | 0      | 1     |
| 19    | Afrique du Sud                   | 0  | 0      | 6      | 6     |
| 20    | Sénégal                          | 0  | 0      | 3      | 3     |
| 21    | Libye                            | 0  | 0      | 1      | 1     |
| 21    | Botswana                         | 0  | 0      | 1      | 1     |
| 21    | Burundi                          | 0  | 0      | 1      | 1     |
| Total | Total                            | 54 | 49     | 63     | 166   |

## Championnats d'Afrique juniors

### 1reédition en 1993
La première édition a lieu à Annaba  en Algérie au mois de septembre 1993. Cinq pays ont participé à ce championnat. L'Algérie termine en tête au classement des médailles.

### 2eédition en 1995
La deuxième édition s'est déroulée du 20 au 26 novembre 1995 à Port-Louis à  Maurice.
L'Algérie a engagé quatre boxeurs dans ces deuxièmes championnats d'Afrique juniors avec les résultats suivants :
- El-Hadj Belkheir remporte la médaille d'or dans la catégorie des moins de 51 kg
- Abdellatif Cheikh Tehami  remporte la médaille d'argent dans la catégorie des moins de 67 kg
- Rachid Bakour  remporte la médaille d'or dans la catégorie des moins de 75 kg
- Abdelkader Ould Kada  Algérie remporte la médaille d'or dans la catégorie des moins de 81 kg
- Entraineurs : -